# منتخب البرتغال لاتحاد الرغبي
منتخب البرتغال الوطني لاتحاد الرغبي (بالبرتغالية: Seleção Portuguesa de Rugby Union‏) هو ممثل البرتغال الرسمي في المنافسات الدولية في اتحاد الرغبي . تأسس في 13 أبريل 1935.

## وصلات خارجية
- الموقع الرسمي